# Sophie Elisabeth Christiansdatter
Sophie Elisabeth Christiansdatter, född 20 september 1619, död 1657, var dotter till kung Kristian IV av Danmark och dennes morganatiska hustru Kirsten Munk.

## Biografi
Sophie Elisabeth Christiansdatter blev som sina syskon först (1622–1627) uppfostrad av mormodern Ellen Marsvin på Dalum. 1627–1629 var hon hos faderns systerdotter Sophie Hedevig, som var gift med greve Ernst Casimir av Nassau-Dietz, i Friesland. Hon blev 1620 trolovad och 1634 gift med Christian Pentz. Hon var moderns favoritbarn och besökte henne ofta under hennes husarrest, vilket gjorde att husarresten förlängdes 1646. Hon beskrivs som aggressiv och obehärskad. 1652 försvarade hon systern Leonora Christina och Corfitz Ulfeldt, och 1654 förde hon deras son Leo till dem i Sverige. Hon återvände till Danmark 1656, och dog 1657.